# 藤枝省人
藤枝 省人（ふじえだ しょうと、1932年 - ）は、日本の経営学者。

## 略歴
千葉県出身。戦争中に長野県諏訪郡米沢村（現・茅野市）に疎開。長野県諏訪清陵高等学校を経て、1959年慶應義塾大学大学院経済学研究科修士課程修了。1963年ハーバード大学経営大学院International Teacher's Program修了。1965年慶應義塾大学大学院経済学研究科博士課程修了。1979年同大学大学院経営管理研究科教授兼同ビジネススクール教授。1985年フランスエセック・ビジネススクール客員教授。1997年フィリピンM IT客員教授。1999年ハワイ大学訪問教授。慶應義塾大学名誉教授。

## 著書

### 単著
- 『経済社会の社会的便益費用分析』税務経理協会 2001年

### 共著
- 『現代経営学要論』石川勝、関口操共著 税務経理協会 2001年